# Мехмед IV
Мехмед IV (на турски: IV. Mehmed), наричан често Мехмед Ловеца е 19-ият султан на Османската империя, управлява в периода 8 август 1648 – 8 ноември 1687 година.

## Произход
Роден е на 2 януари 1642 в Константинопол. Първо дете е на султан Ибрахим I и Хатидже Турхан валиде султан.

## Управление
След заговор, едва шестгодишен, Мехмед се възкачва на престола. През първите три години от управлението му регенти са майка му и влиятелната му баба Кьосем Махпейкер валиде султан. На 2 септември 1651 година обаче Хатидже Турхан заповядва султанката-баба да бъде удушена. Следва поредица от смени на велики везири, през 1656 Хатидже Турхан назначава Кьопрюлю Мехмед паша на поста.
По време на управлението на везира Османската империя заздравява позициите си на световна сила. Бюджетът се стабилизира. Кьопрюлю Мехмед умира през 1661 година и на негово място е назначен синът му Фазъл Ахмед паша. По време на петнадесетгодишното управление на Ахмед паша Османската империя достига най-голямото си териториално разширение за всички времена. Завладени са нови територии в Централна Европа. На 3 ноември 1676 година пашата умира и на поста е назначен доведеният му брат Кара Мустафа паша. През 1683 година е предприета втора неуспешна обсада на Виена. Заради неуспеха пашата е свален от поста и убит.
Засилва се и негодуванието срещу султана. Той провежда многобройни ловни кампании в Източна Тракия и прекарва повече време в Одрин, отколкото в Истанбул. През 1687 година Мехмед IV е детрониран и изпратен в Одрин, където на 6 януари 1693 г. умира на 51 години.
- Османската империя през 1672 г.
- Османската империя през 1683 г. (в светло зелено са васалните територии)